# La mordaza de la chismosa
La mordaza de la chismosa (1994) es una novela de suspenso de la escritora inglesa Minette Walters. Es su tercera novela y ganó en 1994 el premio CWA Daga de Oro.

## Sinopsis
Mathilda Gillespie, una anciana excéntrica y antisocial, es encontrada muerta en su bañera con sus muñecas acuchilladas y su cabeza dentro de una especie de jaula llamada en inglés bridle, que se usaba como instrumento de tortura durante la Edad Media. La única amiga de la mujer muerta, la doctora Sarah Blakeney, se convierte en principal sospechosa de la policía al ser la principal beneficiaria de una cuantiosa suma de dinero en su testamento.
Para limpiar su nombre, Sarah decide investigar ella misma en el misterioso pasado de Mathilda y desenreda una red de codicia, abuso y depravación donde muchas personas están interesadas en la muerte de la señora Gillespie.

## Adaptación televisiva
En 1998, The Scold Bridle fue adaptada para televisión por la BBC. Dirigida por David Thacker y con guion de Tony Bicât, en el reparto figuraron:
- Miranda Richardson es Doctora Sarah Blakeney
- Bob Peck es Detective Sergeant Cooper
- Douglas Hodge es Jack Blakeney
- Siân Phillips es Mathilda Gillespie
- Trudie Styler es Joanna Lascelles
- Paul Brooke es Duncan Orloff
- Virginia McKenna es Violet Orloff
- Beth Winslet es Ruth Lascelles
- Rosie Wiggins es Mathilda Gillespie de joven
- John Duval es Sir William Cavendish
- Christine Moore es Jenny Spede
- Randal Herley es Dr. Cameron
- Nick Malinowski es Detective Constable
- Alan Williams es Bob Spede
- Rosemary Martin es Jane Merryman
- Tenniel Evans es Paul Merryman
- Oona Beeson es Polly Graham
- Miles Anderson es Detective Inspector Harmer
- Alan MacNaughtan es James Gillespie
- Hugh Bonneville es Tim Duggan